# Daddy Sitter
Daddy Sitter (Old Dogs) è un film del 2009 diretto da Walt Becker e interpretato da John Travolta e Robin Williams. È uscito negli Stati Uniti il 25 novembre 2009.
You've Been a Friend to Me, brano scritto dal musicista canadese Bryan Adams è la sigla del film.

## Trama
Charlie e Dan (John Travolta e Robin Williams) sono colleghi e amici che stavano per concludere l'affare della loro vita con una società giapponese. Ad un certo punto si ritrovano a dover badare ai gemelli di 7 anni (Zach e Emily) figli di Dan, che ha appena scoperto di avere dalla sua ex-moglie Vicky (Kelly Preston), la quale deve passare due settimane in carcere. I due novelli papà ne combineranno di tutti i colori.

## Riconoscimenti
- Razzie Awards 2009:
- Nomination - Peggior film
- Nomination - Peggior attore per John Travolta
- Nomination - Peggior attrice non protagonista per Kelly Preston
- Nomination - Peggior regista per Walt Becker